# 極楽寺 (八王子市)
極楽寺（ごくらくじ）は、東京都八王子市大横町に所在する浄土宗の寺院。山号は宝珠山滝山。

## 概要
1504年（永正元年）、滝山城主大石定重がその城下に創建したという。北条氏照の八王子城築城に伴い同地へ移転され、八王子城が落城すると現在地へと移転した。
墓地には、江戸時代初期に八王子の集落整備に貢献した長田作左衛門、「桑都日記」の編著者で八王子千人同心組頭の塩野適斎、松姫（信松尼）の姪・玉田院（小督姫）の墓があり、これら三つの墓は東京都指定文化財である。
1945年（昭和20年）の八王子空襲では焼失を免れたため遺体収容所として利用された。また本堂などが罹災者の生活場所となった。

## 所在地
東京都八王子市大横町7-1

## 交通アクセス
- 京王八王子駅・JR八王子駅北口から（左入経由の）「戸吹/サマーランド」（創価大正門経由の）「戸吹/杏林大学」「みつい台」行きバスで「サイエンスドーム」下車徒歩約2分。